# Asphodelus ramosus
Asphodelus ramosus és una espècie de planta perenne de la família de les Asphodelaceae, oriünda de l'Europa central i meridional, i estesa en l'actualitat per tot el món com planta ornamental. Arriba a mesurar al voltant de 90 cm i posseeix grans flors blanques amb pètals grans recorreguts per un nervi marró, amb nombroses i llargues fulles. Fruit en forma de globus. El seu nom deriva de la paraula grega ἀσφόδελος, "ceptre".

## Usos medicinals
Asphodelus ramosus és una de les cinc espècies, d'entre les divuit que integren el gènere Asphodelus, de les quals s'han documentat usos medicinals tradicionals. Asphodelus ramosus s'ha usat al nord d'Àfrica com a antiinflamatori i a Turquia com a antitumoral, diürètica i emmenagoga. A Sardenya, se'n fan servir les arrels per combatre els penellons, mentre que a Sicília, les arres són usades per tractar malalties respiratòries, desinfectants de la pell i per curar les cremades.

## A la mitologia grega
És la flor que, segons diu Homer, omplia les planes del prat de l'Asfòdel, una secció de l'Hades. Considerada com l'aliment favorit dels morts, els antics sovint la plantaven a prop de les tombes.